# Татамкулу Африка
Исмаил Јуберт, познатији као Татамкулу Африка (кос. Tatamkhulu Afrika — досл. Деда Африка; 7. децембар 1920 — 23. децембар 2002), био је јужноафрички песник и писац. Свој први роман, Поломљена Земља, објавио је са седамнаест година, али је своје поновно објављивање чекао преко педесет година, када је објављен у колекцији познатој под називом Девет живота.
Татамкулу је за своје стваралаштво освојио велики број награда, укључујући златну награду Молтено за своју допринос јужноафричкој књижевности, а 1966. године су његова дела преведена на француски језик. Његова аутобиографија, Мистер Камелеон, објављена је постхумно 2005. године.

## Биографија
Татамкулу Африка је рођен 7. децембра 1920. године као Мохамед Фу'ад Насиф у Египту, као син Египћана и Туркиње, а у Јужноафричку Републику је дошао још као мало дете. Оба родитеља су му умрла од грипа, а он је усвојен од стране породичних пријатеља, и то под именом Џон Чарлтон.
Током Другог светског рата се борио на Северноафричком фронту и био је ухваћен код Тобрука, а његова искуства и догађаји током ратног заробљеништва била су касније описана у његовим делима. Након рата је напустио хранитељску породицу и отпутовао у Намибију (која је тада била део Југозападне Африке), где га је усвојила африканс породица, давши му треће законско име Јозуа Јуберт.
Године 1964, Јуберт је прешао у ислам и поново променио име, овога пута у Исмаил Јуберт. Живео је у Кејптаунском Округу 6, општини састављеној од становника различитих раса. Међутим, Округ 6 је током 1960-их проглашен као подручје „искључиво за белце”, тако да је општина уништена. Као дете Египћана и Туркиње, Африка је могао да буде класификован као белац, али је то одбио из принципа. Јуберт је основао групу Ал-Џихад како би се супротставио уништењу Округа 6 и апартхејду генерално, а када је она касније прикључена Умхонто ве Сизвеу, оружаном крилу Афричког националног конгреса, Јуберт је добио надимак Татамкулу Африка, који је задржао и користио до краја живота.
Године 1987. је био ухапшен због тероризма и било му забрањено јавно говорење и писање на пет година, али је он ипак наставио да пише под именом Татамкулу Африка. Био је затворен на 11 година, у истом затвору где и Нелсон Мандела, а на слободу је изашао 1992. године.
Татамкулу Африка је преминуо 23. децембра 2002. године, убрзо након свог 82. рођендана, услед повреда примљених када је две недеље пре тога био прегажен колима, а непосредно након објављивања свог последњег романа, Горки рај. За собом је оставио велики број необјављених дела, укључујући своју аутобиографију, два романа, четири кратке приче, две представе и поезију.